# Ezekiel Baker
Ezekiel Baker (20 de setembro de 1758  — 1836 (78 anos)), foi aprendiz do famoso armeiro inglês Henry Nock da famosa Wilkinson Sword antes de se estabelecer como um fabricante de armas de qualidade por direito próprio com várias instalações em Londres.
Entre 1823 e 1854 Baker é registrado operando como E.Baker & Son em Size Yard, Whitechapel Road, 49 Tenter Street e 7 Union Street, Londres (seu filho Ezekiel John Baker morreu em 1841). Baker foi o inventor do "Rifle Baker", que foi adotado pelo Exército Britânico em 1800 e fabricou armas de fogo de qualidade para a realeza.
Em 1804, ele publicou o livro Twenty-three Years Practice and Observations with Rifle Guns sobre suas experiências ao projetar, construir e utilizar rifles.